# Стольников, Владимир Григорьевич
Влади́мир Григо́рьевич Сто́льников (12 марта 1934, Ленинград — 30 марта 1990, там же) — советский боксёр наилегчайшей весовой категории, выступал за сборную СССР во второй половине 1950-х — первой половине 1960-х годов. Участник летних Олимпийских игр в Мельбурне, обладатель серебряной и бронзовой медалей чемпионатов Европы, пятикратный победитель национального первенства, заслуженный мастер спорта. За свою любительскую карьеру победил многих известных боксёров-профессионалов, в том числе будущего чемпиона мира по версии WBA итальянца Сальваторе Бурруни.

## Биография
Родился 12 марта 1934 года в Ленинграде.
Активно заниматься боксом начал в возрасте четырнадцати лет под руководством тренера Шевалдышева Г. И., представлял спортивное общество «Трудовые резервы». Впервые заявил о себе в 1955 году, когда в наилегчайшем весе одержал победу на первенстве Советского Союза. Мастер спорта СССР (1955).
В 1956 году продолжил череду успешных выступлений, выиграл золото на I летней Спартакиаде народов СССР, кроме того, удостоился права защищать честь страны на летних Олимпийских играх 1956 года в Мельбурне, где в четвертьфинальном матче по очкам уступил британцу Теренсу Спинксу (который в итоге стал чемпионом).
После Олимпиады Стольников остался ведущим боксёром советской сборной в наилегчайшей весовой категории, в 1957 и 1958 годах вновь завоёвывал титулы чемпиона СССР, а в 1959 году выиграл бронзовую медаль на чемпионате Европы в швейцарском Люцерне. На Олимпийские игры 1960 года в Рим ему пробиться не удалось, вместо него поехал перспективный Сергей Сивко, зато в 1961 году Владимир Стольников съездил на европейское первенство в Белград и выиграл там серебряную награду — за это достижение получил от федерации бокса звание «Выдающийся боксёр». Вскоре после этих выступлений принял решение покинуть ринг, всего за карьеру провёл 186 боёв, из них 161 окончил победой. В 1965 году удостоился звания «Заслуженный мастер спорта СССР».
Умер 30 марта 1990 года в Ленинграде. Похоронен на Большеохтинском кладбище.

## Награды
- Медаль «За трудовую доблесть» (27.04.1957) — «за успехи, достигнутые в деле развития массового физкультурного движения в стране, повышения мастерства советских спортсменов, и успешное выступление на международных соревнованиях»